# Нестор Киршнер
Нестор Киршнер (на испански: Néstor Carlos Kirchner) е президент на Аржентина, губернатор на аржентинската провинция Санта Крус и съпруг на бившата президентка Кристина Фернандес де Киршнер.
Киршнер, който през 2010 г. два пъти е опериран от сърдечно съдови проблеми, умира в дома си в Ел Калафате на 27 октомври 2010 г. вследствие на сърдечен удар. На погребението освен няколкостотин хиляди аржентинци, присъстват и лидерите на осем южноамерикански държави.

## Биография
Роден е в Рио Галегос на 25 февруари 1950 г. Баща му е от швейцарски произход, а майка му от смесен чилийско-хърватски. Висшето си образование получава в Национален университет Ла Плата, където се дипломира като юрист. Тук среща и съпругата си Кристина, за която впоследствие се оженва.
Нестабилната политическа обстановка в столицата го кара да се върне в родния си град и заедно със своята съпруга, също юрист, да основе успешна адвокатска кантора. След падането на военната диктатура и установяването на демокрация в страната през 1983 г., започва активно да участва в политическия живот. Към 1986 г. успява да събере достатъчно политическа подкрепа, за да се кандидатира за кмет на Рио Галегос и да спечели. Мандатът му (1987 – 1991) е достатъчно успешен, за да бъде издигнат за кандидат на изборите за Губернатор на провинция Санта Крус през 1991 г. и да спечели с 61%. Остава на поста до 2003, когато печели президентските избори в Аржентина срещу Карлос Менем.

## Президентство
Киршнер поема страната в разгара на сериозна икономическа криза, с огромен външен дълг от 178 $ милиарда и задушаваща корупция на всички нива. Скоро след встъпването си в длъжност Киршнер прави сериозни промени във Върховния Съд, като сменя почти всички стари консервативни членове с нови (включително и жена, изявен атеист). Сменя и голяма част от висшите военни, чиято репутация е била опетнена от Мръсната война. Отменена е и амнистията за военни извършили престъпления през периода на военната диктатура.
Още в първата си година като президент успява да разсрочи и преструктурира голяма част то външния дълг на страната и да осигури глътка въздух за икономиката. Става първият аржентински президент, поканен да удари първия звънец на Нюйоркската фондова борса.
През 2007 г. обявява че няма да се кандидатира за втори мандат, въпреки че има подкрепата на над 60% от избирателите, според социологическите проучвания. Вместо това той подкрепя кандидатурата на жена си Кристина Фернандес де Киршнер и се съсредоточава върху създаването на собствена политическа партия.